# José Feliciano Fernandes Pinheiro
José Feliciano Fernandes Pinheiro, primeiro e único visconde com grandeza de São Leopoldo (Santos, 9 de maio de 1774 — Porto Alegre, 6 de julho de 1847), foi um escritor, magistrado e político brasileiro.

## Biografia
Filho do coronel de milícias José Fernandes Martins, natural de Guimarães (Portugal), e de Teresa de Jesus Pinheiro, paulista de Santos. Casou com Maria Elisa Júlia de Lima (1793 — 1877), natural do Rio Grande do Sul. Tiveram 10 filhos, dentre os quais Maria Rita Fernandes Pinheiro, que casou com o 2.° visconde de Pelotas.

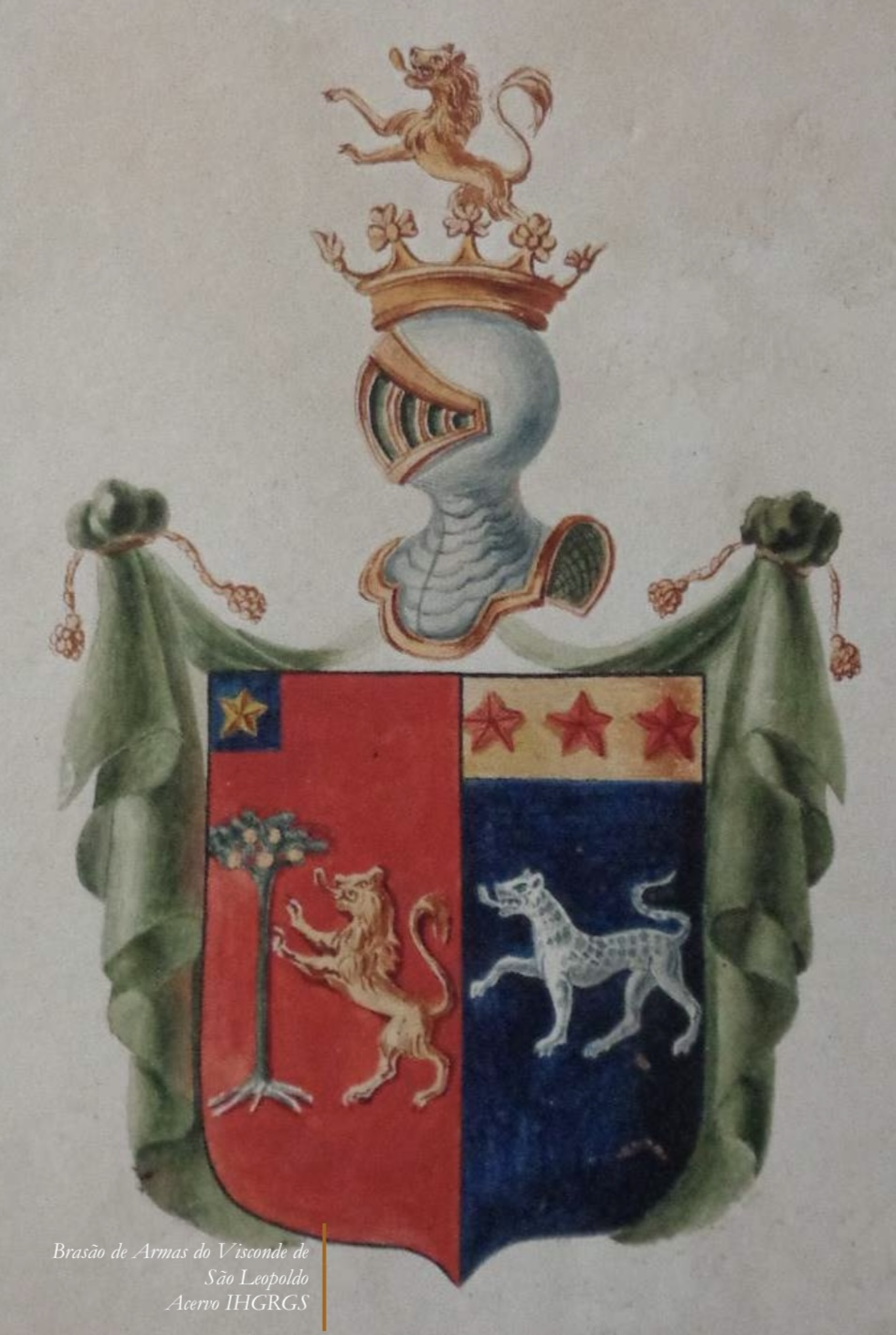
Brasão do Visconde de São Leopoldo.

Formado em Leis e em Cânones pela Universidade de Coimbra em 1798, fez os seus primeiros trabalhos literários, traduções e compilações de assuntos de imediata utilidade prática, ali publicados de 1799 a 1801. Regressou ao Brasil em 1801, onde ocupou o cargo de juiz das alfândegas do Rio Grande do Sul e Santa Catarina. Entre 1811 e 1812 foi auditor-geral das tropas do exército pacificador. 
Foi eleito, em 1821, deputado às Cortes da nação portuguesa, por São Paulo e pelo Rio Grande do Sul, tendo optado pelo primeiro. Participou da reforma governamental por que esta passou, e como tal tornou a Portugal. Voltou ao Brasil em seguida à declaração da Independência.

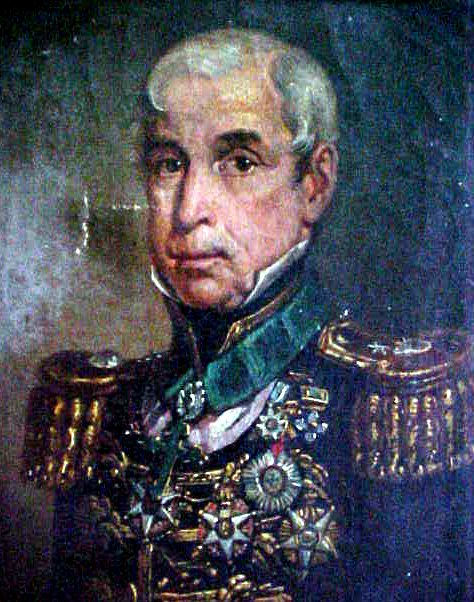
Visconde de São Leopoldo, retratado por Félix Émile Taunay.

Deputado geral à Assembléia Constituinte, de 1823, pelo Rio Grande do Sul, em 12 de junho de 1823 discursou a favor da criação de uma Universidade no Brasil, para evitar a opressão aos alunos brasileiros que iam estudar em Portugal. Como resultado foi instituída uma comissão, que propôs a criação da Faculdade de Direito de São Paulo e a Faculdade de Direito de Olinda, com a dissolução da Assembléia, tal projeto foi adiado. Logo em seguida, em novembro, foi nomeado presidente da província do Rio Grande do Sul, permanecendo até 1826, lá fundou a primeira tipografia e recebeu a primeira leva de imigrantes alemães em São Leopoldo.
Também foi provedor da Santa Casa de Misericórdia de Porto Alegre de 20 de março de 1825 a 31 de dezembro de 1826, e foi o primeiro Irmão recebido formalmente na Irmandade mantenedora, fazendo o juramento no dia 15 de outubro de 1825. Obteve do imperador autorização para tirar dez loterias a fim de angariar fundos para as obras do prédio, deu forte impulso aos trabalhos, criou o primeiro Regimento do hospital, e em sua gestão a instituição foi inaugurada oficialmente em 1 de janeiro de 1826.
Em 1825 entrou para o Conselho do Império, sendo condecorado no ano seguinte com o título de visconde e escolhido conselheiro de Estado e senador  do Império do Brasil, cargo em que permaneceu de 1826 a 1847.
Foi ministro do Império e como ministro da Justiça, em 1827, finalmente conseguiu criar as Faculdades de Direito de São Paulo e Olinda, por decreto de 11 de agosto. Foi ocasionalmente encarregado de missões de caráter diplomático. 
Espírito conservador e moderado, foi dos poucos deputados brasileiros que juraram a constituição por ele feita. 
Além de memórias biográficas de compatriotas ilustres ou sobre limites do Brasil e ainda monografias interessantes para a nossa história literária, escreveu uma obra notável para o tempo e ainda hoje estimável, Anais da Capitania de S. Pedro. Como livro, quero dizer, sob o puro aspecto bibliográfico, o mais bem feito dessa época, o mais perfeito de composição e estrutura. Não obstante algumas incorreções de linguagem, galicismos e alguns mais graves defeitos de estilo, a sua redação revê o homem educado em Portugal e a leitura dos portugueses. A língua é geralmente melhor do que aqui comumente escrita. Como historiador distingue-se já o visconde de S. Leopoldo por bom critério histórico, aptidões críticas, capacidade de apurar os sucessos nos documentos autênticos de preferência originais ou inéditos, informação segura das fontes ou informes impressos do assunto ou a ele aproveitáveis, arte de dispor e referir os fatos e, notavelmente, menos prolixidade como era, e continuou a ser, de costume. As suas Memórias, publicadas postumamente na Revista do Instituto Histórico (tomos 37-38), conquanto lhes falte o interesse das revelações inéditas e mesmo das indiscrições, que principalmente dão relevo e pico a este gênero de literatura, sem que lho levante também um estilo mais literário, são todavia, até pela raridade delas nas nossas letras, estimáveis.
Foi um dos fundadores do Instituto Histórico e Geográfico Brasileiro, sendo eleito primeiro presidente perpétuo.

## Panteão da Pátria e da Liberdade Tancredo Neves
Em 8 de janeiro de 2018 teve o nome inscrito no livro do Panteão dos Heróis Nacionais por mando da  lei nº 13.599.